# Gröbern (Niederau)
Gröbern ist ein Ortsteil der Gemeinde Niederau im Landkreis Meißen. 
Mit 458 Einwohnern ist Gröbern der drittgrößte Ortsteil der Gemeinde Niederau.

## Lage

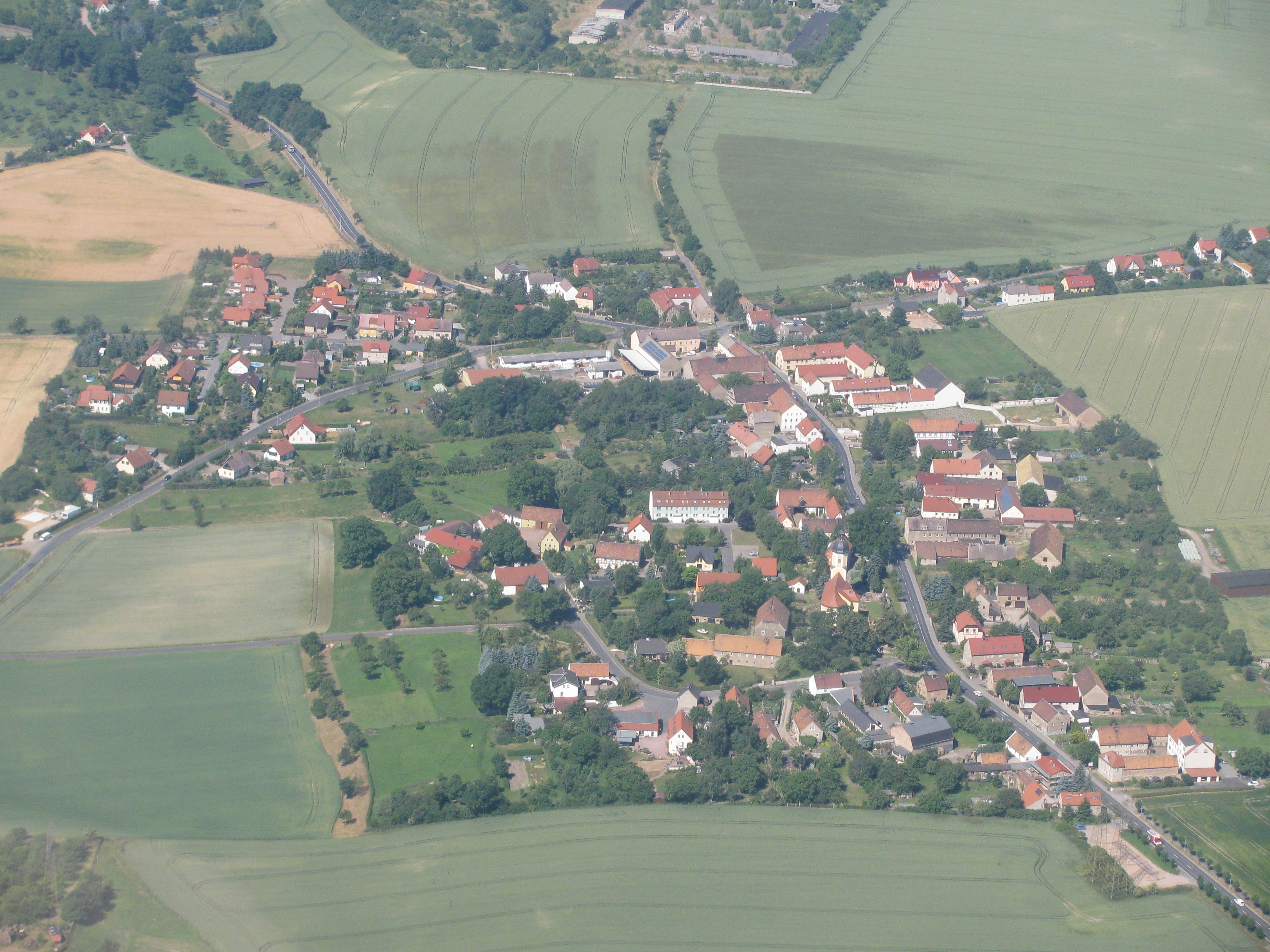
Luftbild

Das Straßendorf Gröbern liegt etwa 4 km nordöstlich von Meißen an der Staatsstraße 177 nach Radeburg am Nordwesthang des Elbtalgrabens.
Nordöstlich befindet sich eine große Mülldeponie, die Deponie Gröbern.

## Geschichte

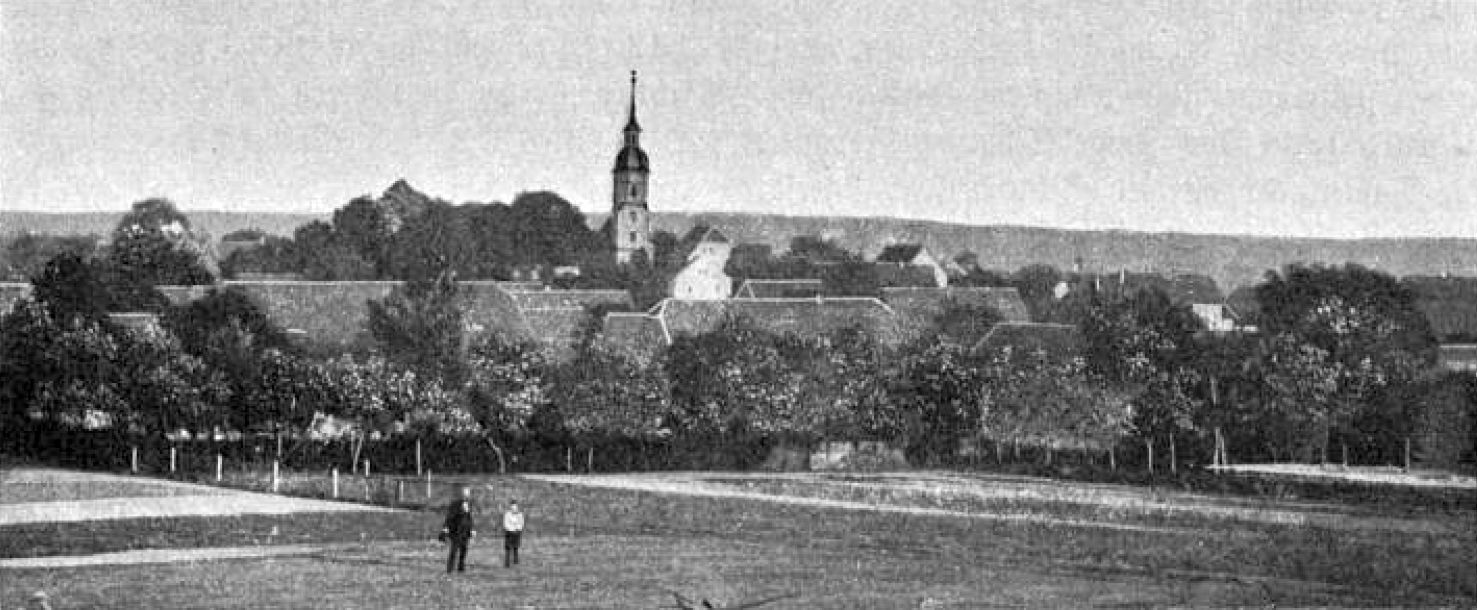
Gröbern um 1900

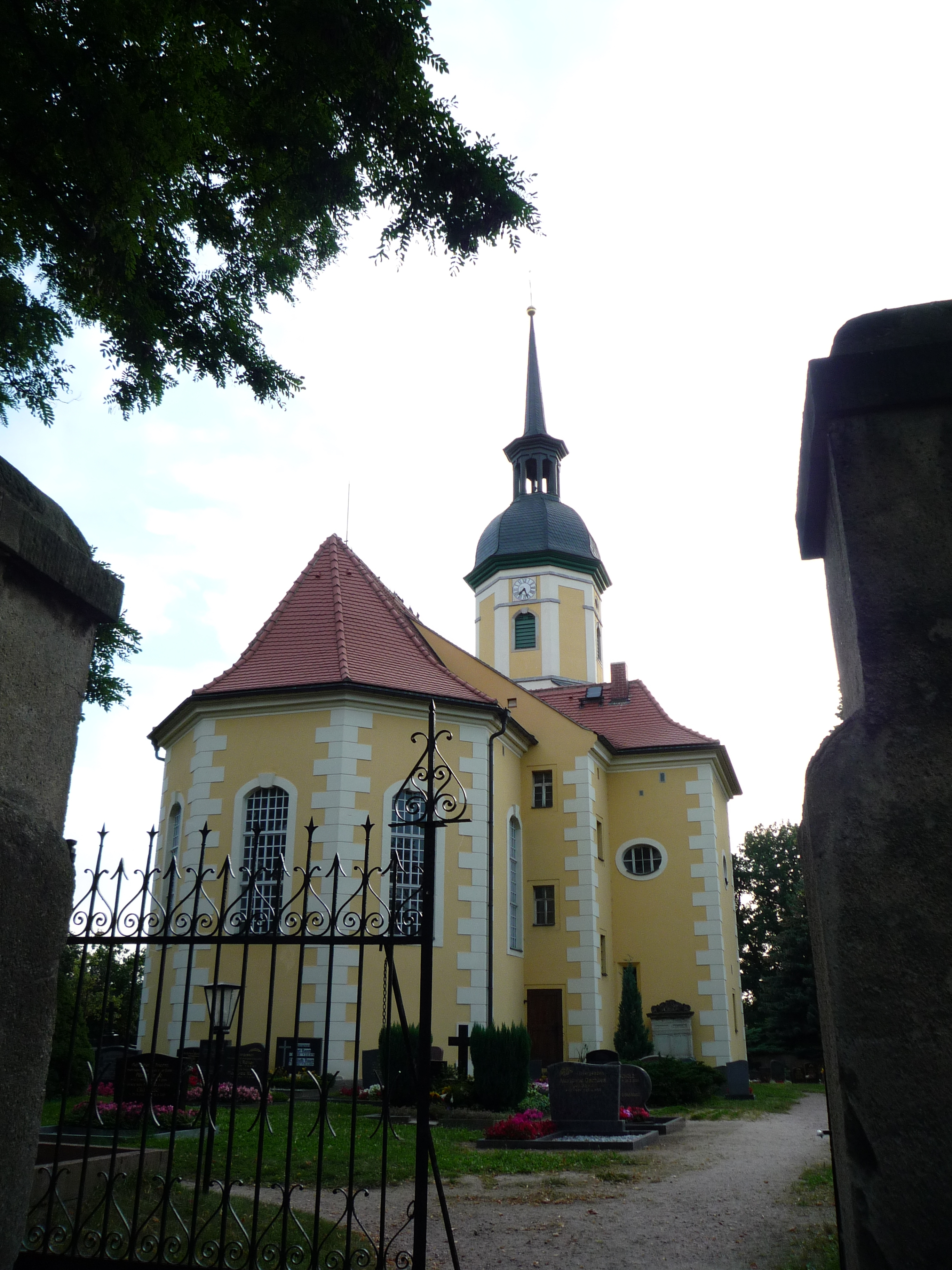
Evangelisch-Lutherische Kirche in Gröbern

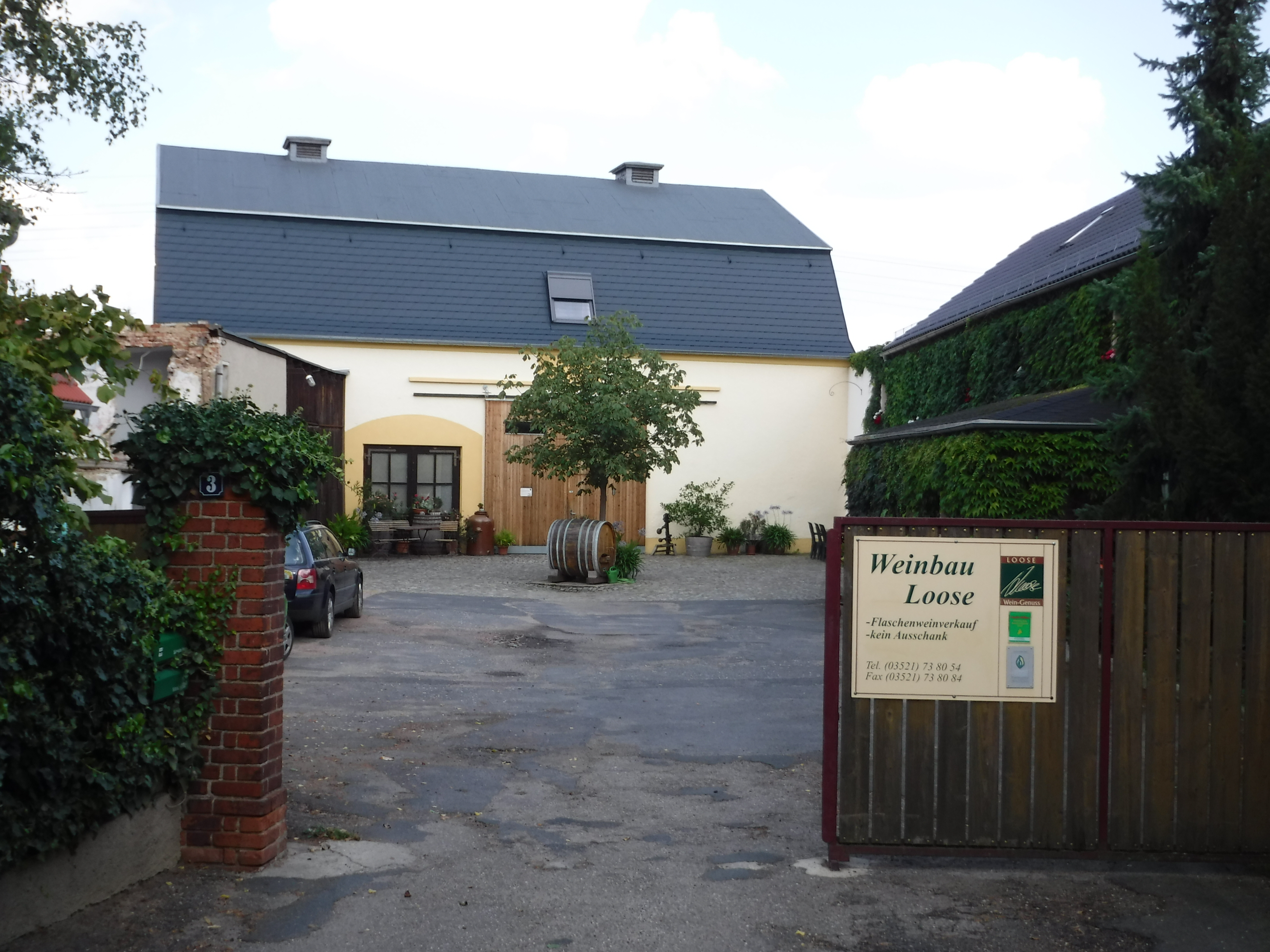
Weinbau Loose

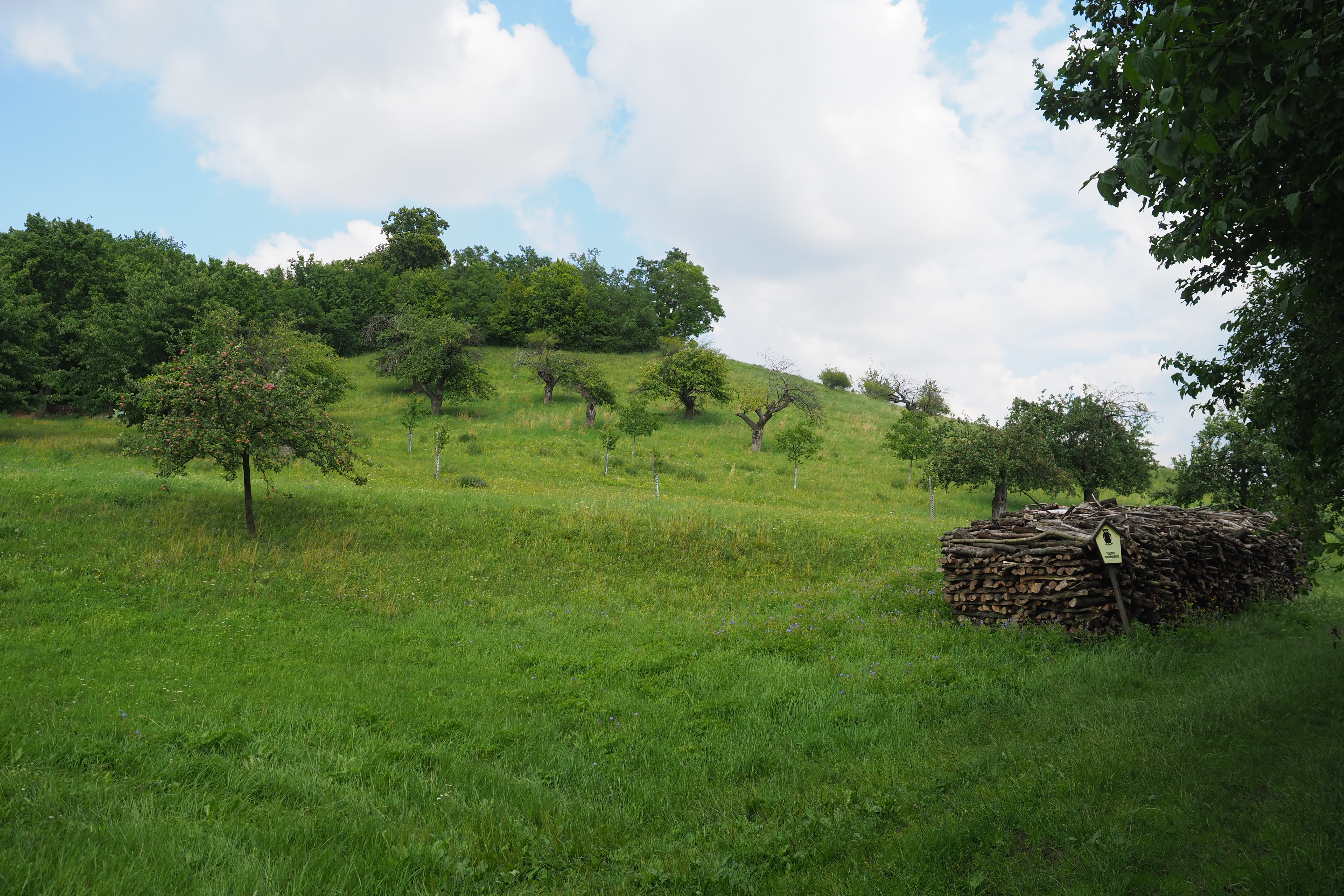
Roitzschberg

Der Ort weist eine lange Siedlungsgeschichte auf. Grabfunde aus der Bronzezeit wurden östlich und westlich von Gröbern entdeckt. Die dazugehörige Siedlung wird am Südende des Ortes vermutet. Ein Gräberfeld aus der frühesten Eisenzeit in der Nähe des Dorfes dokumentiert die frühgeschichtliche Bedeutung des Ortes.
Im Jahr 1180 wurde der Ort erstmals erwähnt. Im Laufe der Jahrhunderte siedelten sich immer mehr Menschen um eine Kirche an.
Im Zuge der Hussitenkriegen im 15. Jahrhundert wurde Gröbern zerstört und lag nur noch als wüste Stätte vor.
Nach der Reformation im Jahre 1590 wurde das wieder aufgebaute Dorf dem Prokuraturamt Meißen unterstellt.
Eine Pestepidemie ereignete sich in den Jahren 1634 bis 1637 in Gröbern und 178 Menschen verstarben an der hochgradig ansteckenden Infektionskrankheit.
Die heutige Evangelisch-Lutherische Kirche im Ort wurde 1686–89 anstelle der alten – durch Brand zerstörten Kirche – erbaut. Den Bau finanzierte der Rittergut-Besitzer und Dresdner Jurist Adam Christoph Jacobi (1638–1689).
Bis in das 19. Jahrhundert wurde Weinbau betrieben. Der jährliche Ertrag umfasste rund 1200 Fass. Die Winzertradition reichte bis in das 17. Jahrhundert zurück. So stellte der Roitzschberg 1661 ein Rittergut mit 4 Winzereien dar. Heute birgt der kleine Kegelberg eine botanische Rarität mit größeren Vorkommen der Wilden Tulpe (Tulipa silvestris) und der Echten Schlüsselblume (Primula veris).
Das vorher mit Jessen seit 1965 eine Gemeinde bildende Gröbern gehört seit 1994 zur Gemeinde Niederau.
Entlang der Staatsstraße und um die Kirche gibt es viele Bauernhöfe. An den Ortsverbindungsstraßen nach Ockrilla, Niederau und Jessen gibt es überwiegend Ein- und Zweifamilienhäuser.

### Bevölkerungsentwicklung
| Jahr    | Bauern (besessene Mann) | Gärtner | Häusler | Inwohner |
| ------- | ----------------------- | ------- | ------- | -------- |
| 1547/51 | 19                      |         |         | 13       |
| 1764    | 26                      |         | 3       |          |

| Jahr      | 1834 | 1871 | 1890 | 1910 | 1925 | 1939 | 1946 | 1964 | 1990 | 2011 | 2016 | 2017 | 2020 |
| Einwohner | 292  | 332  | 422  | 436  | 468  | 490  | 570  | 492  | 631  | 490  | 453  | 451  | 449  |